# The Heartbreakers (groupe)
Pour les articles homonymes, voir Heartbreakers.
Pour le groupe homonyme constitué autour du chanteur Tom Petty, voir Tom Petty and the Heartbreakers.
The Heartbreakers est un groupe de punk rock américain originaire de New York, formé en 1975 et désormais séparé.

## Biographie
Le groupe est formé en août 1975 par Johnny Thunders (John Anthony Genzale Jr, 1952-1991) à la guitare et au chant et Jerry Nolan (1946-1992) à la batterie et au chant, dans l'avion qui les ramène de Miami à New York, alors qu'ils viennent tous les deux de quitter les New York Dolls. Ils recrutent Richard Hell (Richard Meyers) à la basse et tournent en trio avant d'engager Walter Lure (Walter Lurh) à la guitare et au chant, puis de remplacer Richard Hell par le bostonien Billy Rath (William Wrath décédé en 2014) puis remplacé en 1981 et 1982 pour des concerts au CBGB avec Marco le Gaucher à la basse (aka Marco Sicard) recruté pendant sa période d'exil à Paris avec Henry Paul Tortosa et Sylvain Sylvain ex NYD à la guitare pour trois des quatre derniers concerts de Thunders au CBGB.
Malgré un succès foudroyant à New York, le groupe ne trouve pas de contrat discographique en raison du ratage des New York Dolls et de leur très mauvaise réputation de toxicomanie. La chance leur sourit néanmoins lorsqu'ils sont invités par Malcolm Mac Laren, ancien manager des New York Dolls qui s'occupe alors des Sex Pistols, à voyager à Londres en 1977 afin de participer à l'Anarchy Tour avec les Sex Pistols, The Damned et The Clash. En Angleterre, ils sortent un premier single incluant deux morceaux devenus « culte » : Chinese Rocks, offert par Dee Dee Ramone et Born to Lose, puis un album très mal accueilli par la critique à sa sortie, L.A.M.F. (acronyme de Like A Mother Fucker).
Si la dépendance à l'héroïne avérée et assumée par tous les membres des Heartbreakers joue certainement beaucoup dans leur chute vertigineuse, ils restent considérés comme l'un des fondateurs du style punk. Alors que leur musique est teintée d'influences variées, du rockabilly américain originel des années 1950 en passant le delta blues et la British Invasion des années 1960 des Rolling Stones ou des Yardbirds, les Heartbreakers font preuve d'un grand savoir-faire scénique et d'une certaine maturité instrumentale, qui leur valent une réputation de bêtes de scène.
Vers 1978, c'est la débandade, causée entre autres par le départ de Jerry Nolan, déçu par le mauvais mixage de LAMF. Les Heartbreakers, usés par les drogues et les déceptions successives, ne se reforment que sporadiquement : une dernière fois au complet pour un grand retour raté à Londres en 1984 puis pour un ultime concert à New York sous ce nom en 1989, épaulés par le saxophoniste Jamey Heath (1957-1997) mais sans le bassiste Billy Rath, depuis disparu de la scène rock et remplacé par Tony Coiro (the Waldos, décédé en 1996).
Johnny Thunders continue une carrière solo chaotique mais parfois brillante jusqu'à sa mort le 23 avril 1991, suivi presque un an après, le 14 janvier 1992, par Jerry Nolan. Seul Walter Lure, décédé en 2020, agent commercial à Wall Street, faisait encore de temps à autre de rares apparitions avec son groupe The Waldos.

## Membres

### Derniers membres
- Johnny Thunders - chant, guitare (1975–1978, 1979, 1982, 1984, 1990)
- Walter Lure - chant, guitare (1975–1978, 1979, 1982, 1984, 1990, 1991)
- Jerry Nolan - batterie, chœurs (1975–1978, 1990, 1991)
- Richard Hell - chant, basse (1975-1976)
- Billy Rath - basse (1976–1978, 1979, 1982, 1984, 1991)
- Ty Stix - batterie (1979, 1982, 1984)
- Tony Coiro - basse (1990)
- Joey Pinter - guitare (1991)

## Discographie
- 1977 : L.A.M.F.
- 1979 : Live at Max's Kansas City '79
- 1982 : D.T.K. Live at the Speakeasy
- 1984 : L.A.M.F. Revisited
- 1985 : Live at the Lyceum Ballroom 1984
- 1991 : Live at Mothers
- 1991 : What Goes Around
- 1992 : Vive la Révolution (Live In Paris - Le Bataclan - December 8th 1977)
- 1994 : L.A.M.F. the Lost '77 Mixes
- 2002 : Thunderstorm in Detroit (Live At The Silverbird 21/12/80)
- 2005 : Down to Kill
- 2012 : L.A.M.F. (Definitive Edition)
- 2021 : L.A.M.F. the Found '77 Masters